# Трећа армија (Османско царство)
Трећа армија је првобитно основана на Балкану, а касније је бранила североисточне провинције Османског царства. Њено прво седиште било је у Солуну, где је формирала језгро војних снага које су подржавале Младотурску револуцију 1908. године. Многи од њених официра, који су учествовали у револуцији, укључујући Енвер-пашу и Мустафу Кемала Ататурка, постигли су славу и моћ.
До 1911. године војска је пресељена у Ерзинџан, у североисточној Анадолији, а почетком Првог светског рата пресељена је у Ерзурум. Током рата, борили су се против руске кавкаске војске, јерменских добровољачких јединица и иза линија које су се носиле са јерменским снагама отпора у свом подручју. Током овог периода, њихов ангажман је био најзначајнији у биткама код Сарикамиша, Копрукоја и за Ерзурум. Седиште војске је премештено у Сусехир (град у близини Сиваса) након катастрофалне битке за Ерзурум, а до краја 1916. војска није имала никакву офанзивну способност. Након Руске револуције, руска кавкаска војска се распала.
Између 1917. и 1918. године је напредовала против снага Јерменског покрета националног ослобођења које је утврдио јерменски Конгрес Источних Јермена који је постао Јерменска армија са постанком Демократске Републике Јерменије. Током овог периода, Трећа армија је ангажовала јерменске снаге у биткама код Сардарапату, Абарану и Каракилиси.

## Формације

### Бојни редови 1908.
Након Младотурске револуције и успостављања Друге уставне ере, 3. јула 1908. године, нова влада је покренула велику војну реформу. Војни штаб је модернизован. Његова оперативна област била је Румелија, са јединицама у Европи (Албанија, Косово, Македонија) и Малој Азији (Ајдин). Командовала је следећим активним дивизијама; Трећа армија је такође имала функције инспектората за дванаест редиф (резервних) дивизија:
- Трећа армија
  - 5. пешадијска дивизија (Beşinci Fırka)
  - 6. пешадијска дивизија (Altıncı Fırka)
  - 17. пешадијска дивизија (On Yedinci Fırka)
  - 18. пешадијска дивизија (On Sekizinci Fırka)
  - 3. коњичка дивизија (Üçüncü Süvari Fırkası)
  - 4 артиљеријска батаљона у тврђавама
- Редиф дивизије Треће армије (назив дивизије означава његову локацију):
  - 9. битољска резервна пешадијска дивизија (Dokuzuncu Manastır Redif Fırkası)
  - 10. велеска резервна пешадијска дивизија (Onuncu Köprülü Redif Fırkası)
  - 11. солунска резервна пешадијска дивизија (On Birinci Selânik Redif Fırkası)
  - 12. ајдинска резервна пешадијска дивизија (On İkinci Aydın Redif Fırkası)
  - 28. скопска резервна пешадијска дивизија (Yirmi Sekizinci Üsküp Redif Fırkası)
  - 29. приштинска резервна пешадијска дивизија (Yirmi Dokuzuncu Pirştine Redif Fırkası)
  - 30. призренска резервна пешадијска дивизија (Otuzuncu Pirzerin Redif Fırkası)
  - 31. серска резервна пешадијска дивизија (Otuz Birinci Serez Redif Fırkası)
  - 32. бератска резерви пешадијска дивизија (Otuz İkinci Berat Redif Fırkası)
  - 33. корчска резерви пешадијска дивизија (Otuz Üçüncü Görüce Redif Fırkası)
  - 34. дебарска резервна пешадијска дивизија (Otuz Dördüncü Debre-i Bala Redif Fırkası)
  - 54. ђевђелијска резервна пешадијска дивизија (Elli Dördüncü Gevgili Redif Fırkası)

### Бојни редови 1911.
Даљим реорганизацијама Османске војске, да би се укључило и стварање штаба на нивоу корпуса, до 1911. године војска је имала седиште у Ерзинџану. Структура војске пре Првог балканског рата 1911. била је следећа:
- Главни штаб, Ерзинџан
- IX корпус, Ерзурум
  - 28. пешадијска дивизија, Ерзурум
  - 29. пешадијска дивизија, Баибурт
- X корпус, Ерзинџан
  - 30. пешадијска дивизија, Ерзинџан
  - 31. пешадијска дивизија, Ерзинџан
  - 32. пешадијска дивизија, Елазиг
- XI корпус, Ван
  - 33. пешадијска дивизија, Ван
  - 34. пешадијска дивизија, Муш
- Прва племенска коњичка дивизија, Ерзурум
  - 39. коњички пук, Ерзурум
  - 1. племенски коњички пук, Ерзурум
  - 2. племенски коњички пук, Киги
  - 3. племенски коњички пук, Варто
  - 4. племенски коњички пук, Хинис
  - 5. племенски коњички пук, Хасанкале
  - 6. племенски коњички пук, Сивас
- Друга племенска коњичка дивизија, Агри
  - 24. коњички пук, Агри
  - 7. племенски коњички пук, Елешкирт
  - 8. племенски коњички пук, Агри
  - 9. племенски коњички пук, Агри
  - 10. племенски коњички пук, Агри
  - 11. племенски коњички пук, Агри
  - 12. племенски коњички пук, Тутак
  - 13. племенски коњички пук, Дијадин
  - 14. племенски коњички пук, Бајазит
- Трећа племенска коњичка дивизија, Ердиш
  - 25. коњички пук, Ердиш
  - 15. племенски коњички пук, Коп
  - 16. племенски коњички пук, Ердиш
  - 17. племенски коњички пук, Ердиш
  - 18. племенски коњички пук, Сарај
  - 19. племенски коњички пук, Башкале
- Четврта племенска коњичка дивизија, Мардин
  - 20. коњички пук, Мардин
  - 20. племенски коњички пук, Џизре
  - 21. племенски коњички пук, Мардин
  - 22. племенски коњанички пук, Мардин
  - 23. племенски коњички пук, Вираншехир
  - 24. племенски коњички пук, Сиверек

### Бојни редови 1914.
Вршиоци дужности команданта били су Хасана Изет-паша (октобар - децембар 1914) и Енвер-паша (децембар 1914 - јануар 1915). Пре Сарикамиша, војска се састојала од 118.660 војника од следећих јединица којима су командовали следећи команданти:
- IX корпус - Ахмед Февзи-паша
  - 17. пешадијска дивизија
  - 28. пешадијска дивизија
  - 29. пешадијска дивизија
- X корпус - Хафиз Хаки-паша
  - 30. пешадијска дивизија
  - 31. пешадијска дивизија
  - 32. пешадијска дивизија
- XI корпус - Абдул Керим-паша
  - 18. пешадијска дивизија
  - 33. пешадијска дивизија
  - 34. пешадијска дивизија
  - Друга коњичка бригада
  - Ван коњичка бригада

Након битке код Сарикамиша, армија је смањена на око 20.000 људи, а изгубила је сво оружје и тешку опрему.

### Бојни редови 1915.
Вршилац дужности команданта Хафиз Хаки-паша (12. јануар - фебруар 1915) је умро од тифуса у Ерзуруму 1915. године. Махмут Камил-паша (фебруар 1915 - фебруар 1916) је преузео команду.
Године 1915, Трећој армији је полако враћана снага. У јулу те године, била је довољно јака да победи Русе у Малазгирту. Касније током године, због губитака које су Османлије претрпеле на Галипољу, снаге Треће армије су преусмерене и више никада неће достићи своју пуну снагу. У јесен 1915, армија је бројала 60.000 војника.

### Бојни редови 1916.
Вршилац дужности команданта био је Вехиб-паша (фебруар 1916-јун 1918).
- IX корпус
  - 17. пешадијска дивизија
  - 28. пешадијска дивизија
  - 29. пешадијска дивизија
- X корпус
  - 30. пешадијска дивизија
  - 31. пешадијска дивизија
  - 32. пешадијска дивизија
- XI корпус
  - 18. пешадијска дивизија
  - 33. пешадијска дивизија
  - 34. пешадијска дивизија
  - 36. пешадијска дивизија
  - 37. пешадијска дивизија
- 2. коњичка дивизија
- 15-20 батаљона пограничних стражара и жандармера
- неколико хиљада курдских нередовних трупа

Када су Руси започели своју изненадну офанзиву у јануару 1916. године, која је кулминирала у бици код Копрукоја, армија је бројала 65.000 војника и 100 пушака. Војска је изгубила скоро 15 000 људи који су убијени, рањених или се смрзли и око 5 000 затвореника. Број дезертера је процењен на око 5 000. Око 20-30 топова је изгубљено. XI корпус је претрпео највеће губитке, око 70% своје ефективне снаге. Војска се утврдила у својој бази, граду Ерзуруму.
Војска је могла очекивати појачање Прве и Друге армије након победе на Галипољу, али због лошег стања османске железнице, требало је времена да дођу до Треће армије. Армија је имала око 50.000 војника. Такође, имала је кратке митраљезе и требало им је више артиљерије да би добро бранила град. Махмут Камил се вратио са отпуста и поново преузео команду војске од Абдула Керима.
Руси су упали у град, пробивши његову спољну одбрану, присиљавајући Махмута Камила да напусти град и повуче се на запад. Војска је бројала можда 25 000 људи и 30 или 40 топова. Морал војске је био веома низак. Махмут Камил-пашу заменио је Вехип-паша. Војска је наставила да се повлачи, изгубивши Трапезунт на обали. Противнапад није могао да врати град.
У јулу 1916, Руси су покренули још једну серију напада на Трећу армију, што је војску коштало око 30% снаге и оставило морал јако уздрман. До септембра 1916, војска је била веома слаба и дезертерство је било велики проблем. До октобра је било око 50.000 дезертера у војсци. Трећа армија није могла играти никакву улогу у османским офанзивама планираним за ту јесен.

### Бојни редови 1917.
Вршилац дужности команданта био је Вехиб-паша (фебруар 1916. - јуни 1918).
Војска је доживела велику реорганизацију у зиму 1916. године. На преласку у 1917. годину, реорганизована је на следећи начин:
- I Кавкаски корпус
  - 9. кавкаска дивизија
  - 10. кавкаска дивизија
  - 36. кавкаска дивизија
- II Кавкаски корпус
  - 5. кавкаска дивизија
  - 11. кавкаска дивизија
  - 37. кавкаска дивизија

Током зиме 1916-1917, Руска револуција је ефективно зауставила руску војску на свом путу и на крају изазвала да се на Кавказу распе.
Трећа армија је касније напредовала и, током 1917. и 1918, поново заузела све што је изгубила, па чак и заузела Карс, који је изгубила још 1877. године. Ове акције су постигле оно што су Османлије желеле Брест-литовским миром, повратак предратних граница Османског царства у складу са Батумским споразумом.